# Слов'ятин
Слов'я́тин —  село в Україні, у Саранчуківській сільській громаді Тернопільського району Тернопільської області. Розташоване на заході району. До 2020 року - центр однойменної сільради, якій було підпорядковане село Діброва. До Слов'ятина приєднано хутір Паранчин Жолоб. 
Населення — 846 осіб (2007). Дворів — 250.

## Географія

### Клімат
Для села характерний помірно континентальний клімат. Слов'ятин розташований у «холодному Поділлі» — найхолоднішому регіоні Тернопільської області.
| Клімат Слов'ятина         | Клімат Слов'ятина | Клімат Слов'ятина | Клімат Слов'ятина | Клімат Слов'ятина | Клімат Слов'ятина | Клімат Слов'ятина | Клімат Слов'ятина | Клімат Слов'ятина | Клімат Слов'ятина | Клімат Слов'ятина | Клімат Слов'ятина | Клімат Слов'ятина | Клімат Слов'ятина |
| Показник                  | Січ.              | Лют.              | Бер.              | Квіт.             | Трав.             | Черв.             | Лип.              | Серп.             | Вер.              | Жовт.             | Лист.             | Груд.             | Рік               |
| Середній максимум, °C     | −1,3              | 0,1               | 5,2               | 13,0              | 18,9              | 22,1              | 23,3              | 22,8              | 18,5              | 12,8              | 5,6               | 0,7               | 11                |
| Середня температура, °C   | −4,3              | −2,8              | 1,5               | 8,1               | 13,5              | 16,8              | 18,0              | 17,4              | 13,4              | 8,2               | 2,7               | −1,8              | 7                 |
| Середній мінімум, °C      | −7,2              | −5,7              | −2,1              | 3,3               | 8,2               | 11,5              | 12,8              | 12,1              | 8,4               | 3,7               | −0,2              | −4,3              | 3                 |
| Норма опадів, мм          | 33                | 32                | 34                | 51                | 80                | 94                | 98                | 73                | 56                | 39                | 38                | 41                | 669               |
| ------------------------- | ----------------- | ----------------- | ----------------- | ----------------- | ----------------- | ----------------- | ----------------- | ----------------- | ----------------- | ----------------- | ----------------- | ----------------- | ----------------- |
| Джерело: climate-data.org |                   |                   |                   |                   |                   |                   |                   |                   |                   |                   |                   |                   |                   |

## Історія
Перша писемна згадка — 1508 року. Згадується 22 червня 1439 року у протоколах галицького суду (Slawaczin).
Працювали «Просвіта», «Сільський господар», «Союз українок» та інші товариства, кооператива.
У 1943-1944 роках у лісі біля села діяла Слов'ятинська підстаршинська школа УПА.
20 жовтня 1960 року у селі співробітники КГБ виявили криївку та заарештували повстанця – Перегінця Михайла «Білого», «Романа», який раніше входив до боївки Петра Пасічного «Чорного».
12 червня 2020 року, відповідно до Розпорядження Кабінету Міністрів України від  № 724-р «Про визначення адміністративних центрів та затвердження територій територіальних громад Тернопільської області», село увійшло до складу Саранчуківської сільської громади.
19 липня 2020 року, в результаті адміністративно-територіальної реформи та ліквідації Бережанського району, село увійшло до складу новоутвореного Тернопільського району.

## Населення
За даними перепису населення 2001 року мовний склад населення села був таким:
| Мова       | Число ос. | Відсоток |
| ---------- | --------- | -------- |
| українська |           | 99,66    |
| російська  |           | 0,23     |
| білоруська |           | 0,11     |

## Пам'ятки

Церкви села
Перенесення Мощей святого Миколая
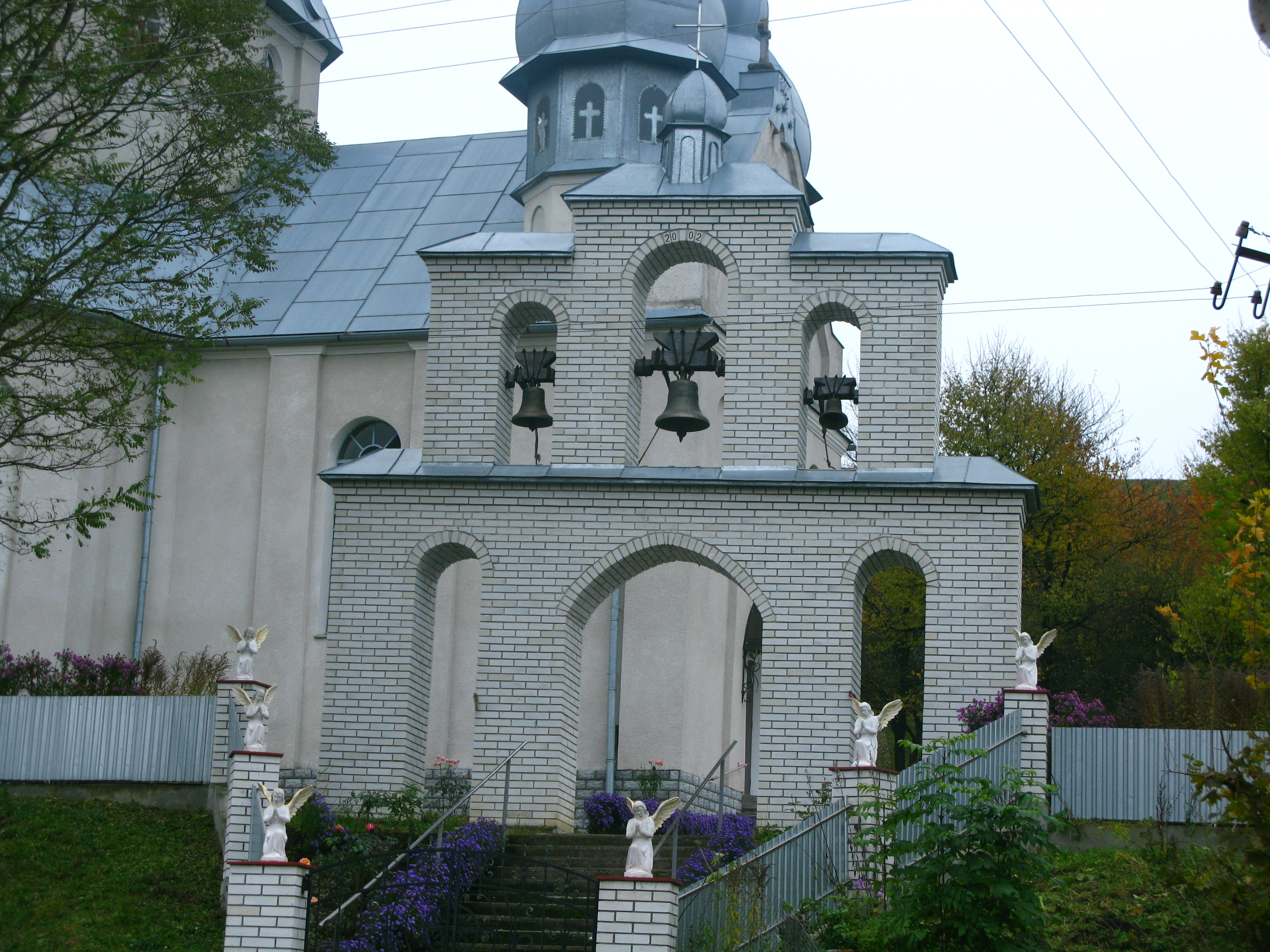
Покрови Пресвятої Богородиці

Церкви:
- Перенесення Мощей святого Миколая (22 травня 1714, дерев'яна) УГКЦ
- Покрови Пресвятої Богородиці (14 жовтня 1992, мурована) УПЦ КП
- капличка.

Встановлено пам'ятні хрести на честь скасування панщини, на місці, де за легендою загинув юнак Хома (реставровано 1989), насипано символічну могилу Борцям за волю України (1991).

### Пам'ятки природи
Поблизу села розташований ботанічний заказник місцевого значення Тростянецький ботанічний заказник місцевого значення.

## Соціальна сфера
Працюють: Слов'ятинський навчально-виховний комплекс «загальноосвітній навчальний заклад-дошкільний навчальний заклад», Народний Дім, бібліотека, амбулаторія лікаря сімейної медицини, музей ОУН-УПА (2000), відділення поштового зв'язку, цифрова АТС, торговельні заклади.

### Музей національно-визвольної боротьби
Музей розташований просто неба і займає площу близько 2 га. Серед експонатів музею є 3 облаштовані повстанські криївки, польова кухня, повстанська капличка, школа для новобранців, друкарня та інші цікаві експонати з історії ОУН-УПА. Музей розташований на захід від села у буково-грабовому лісі. Територія музею часто служить пластунам для проведення зимових таборів.

### Слов'ятинський НВК «ЗНЗ-ДНЗ» І-ІІІ ст.
Перші відомості про існування школи в Слов'ятині — у книзі «Підгаєцька земля», де зазначено, що 1859 року «у Слов'ятині заходами та коштами громади була побудована однокласна школа». В ній щорічно навчалося близько 80 учнів.

## Відомі люди

### Народилися
- Євген Гуцало - правник, громадський діяч ,
- Григорій Легкий («Борис»), - український громадсько-політичний діяч, окружний провідник ОУН Коломийщини
- Юхнович Іван-(«Кок») — сотенний УПА, командир сотні «Лісовики» ВО-3 «Лисоня».

## Галерея

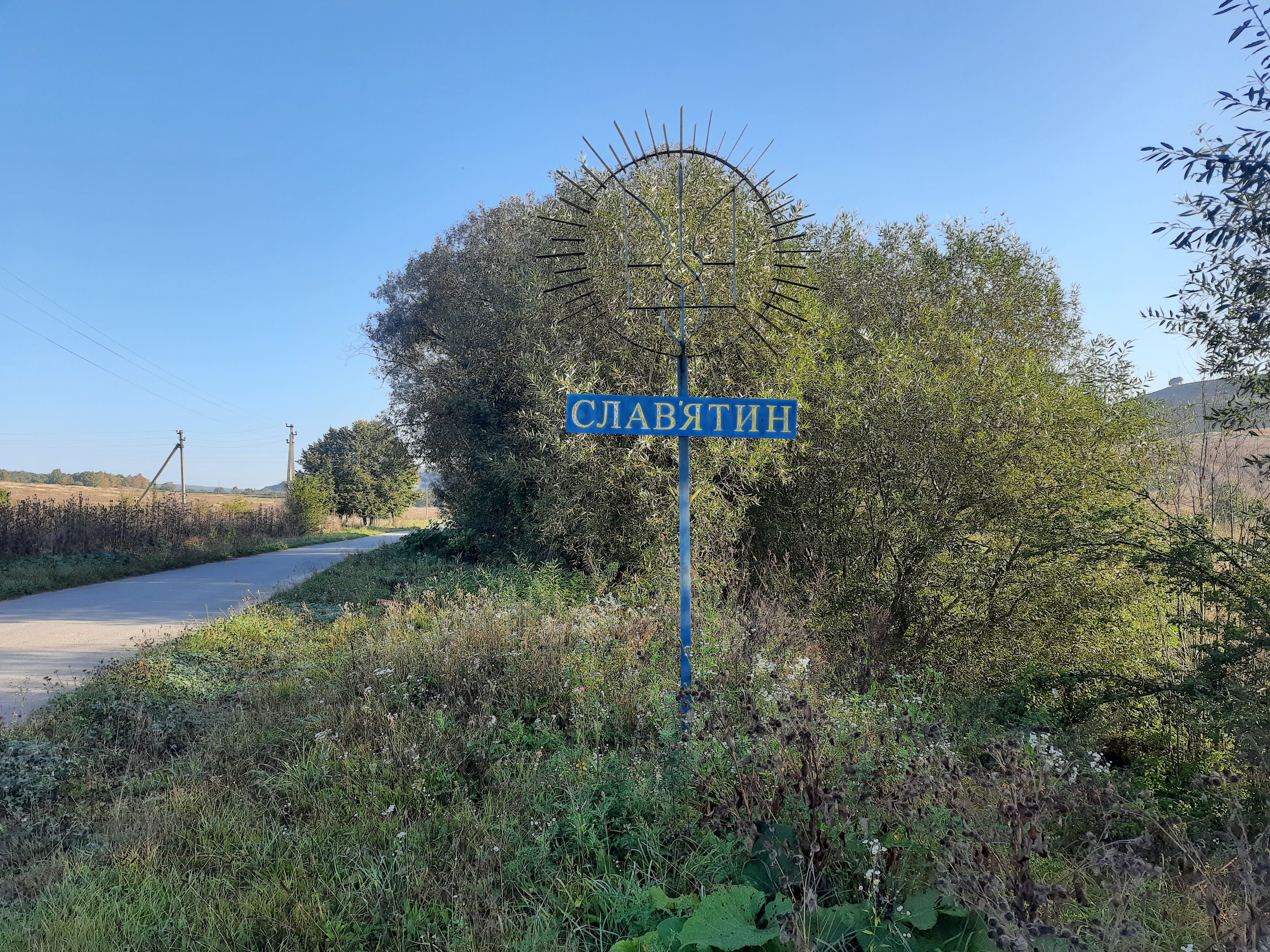
Знак при в'їзді в село
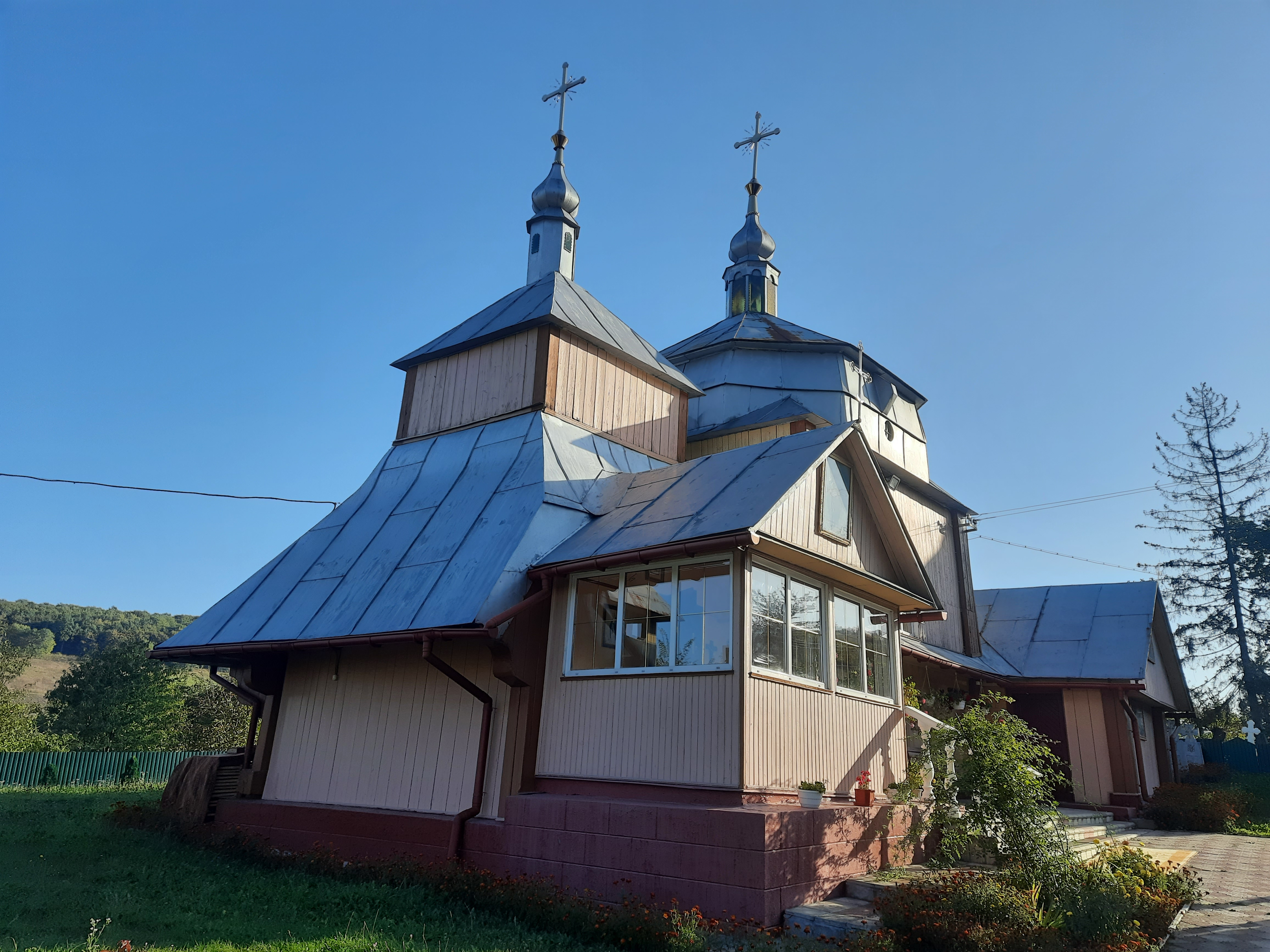
Церква Перенесення Мощей Святого Миколая (УГКЦ)
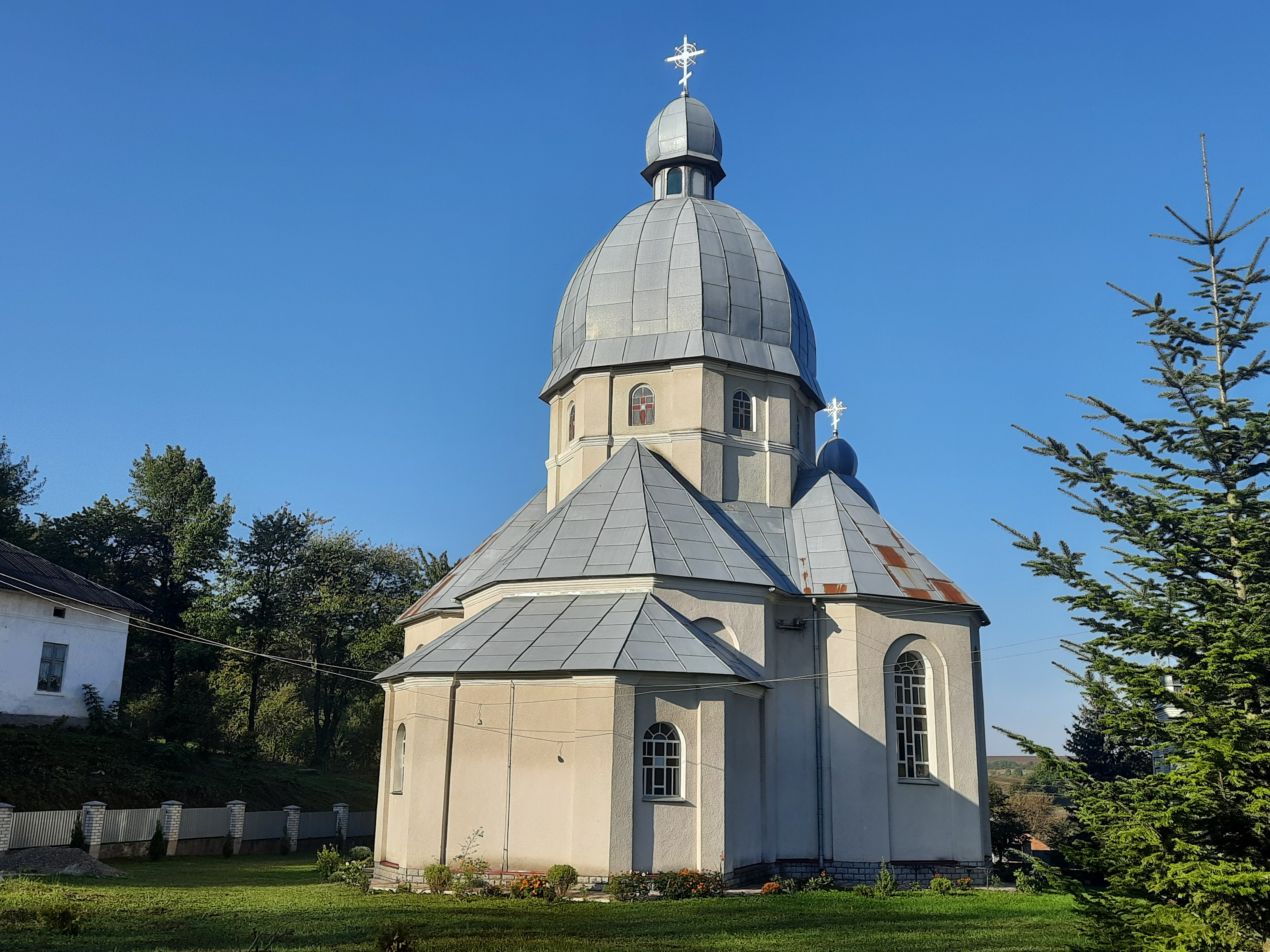
Церква Покрови Пресвятої Богородиці (ПЦУ)
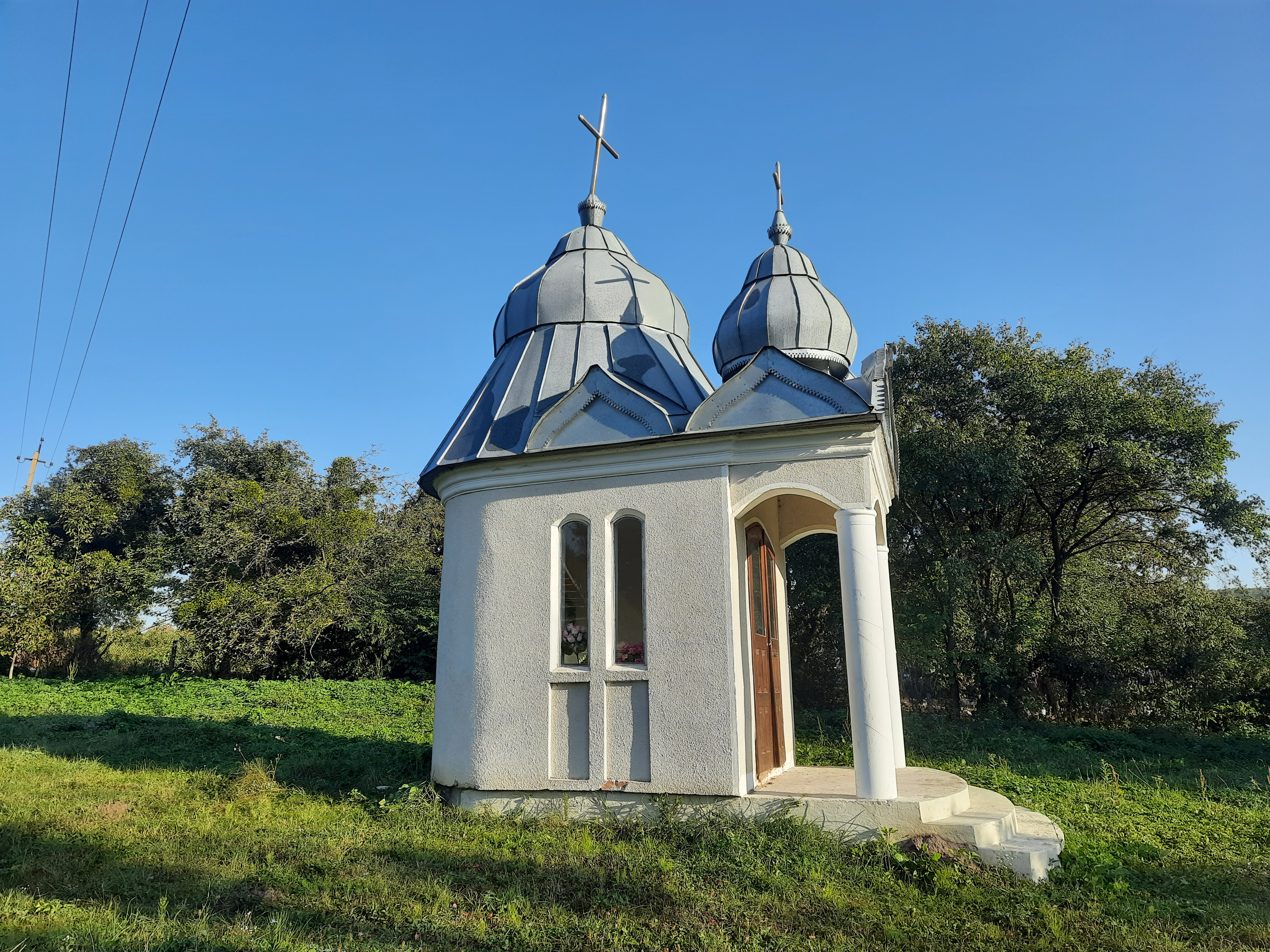
Капличка
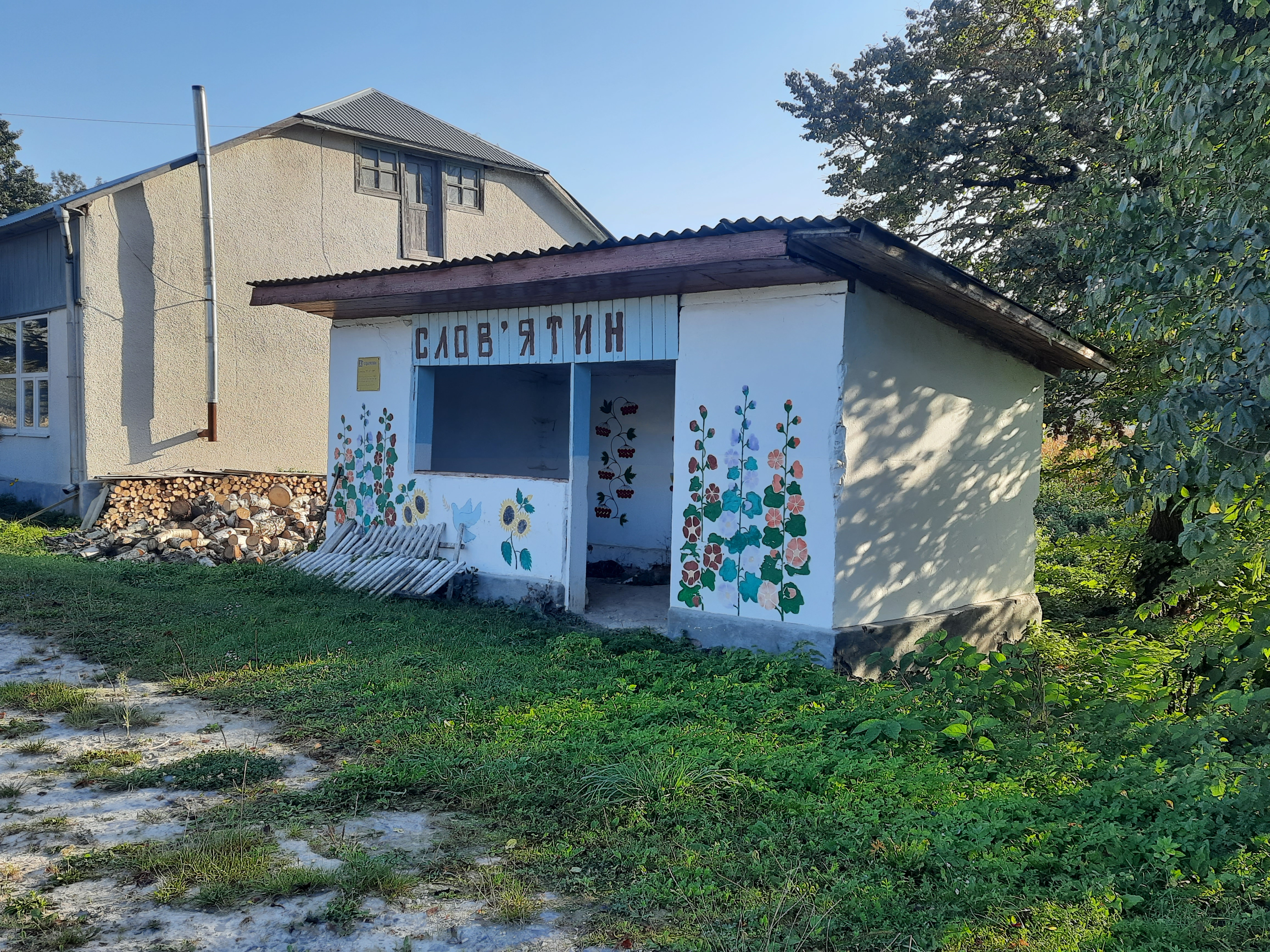
Автобусна зупинка
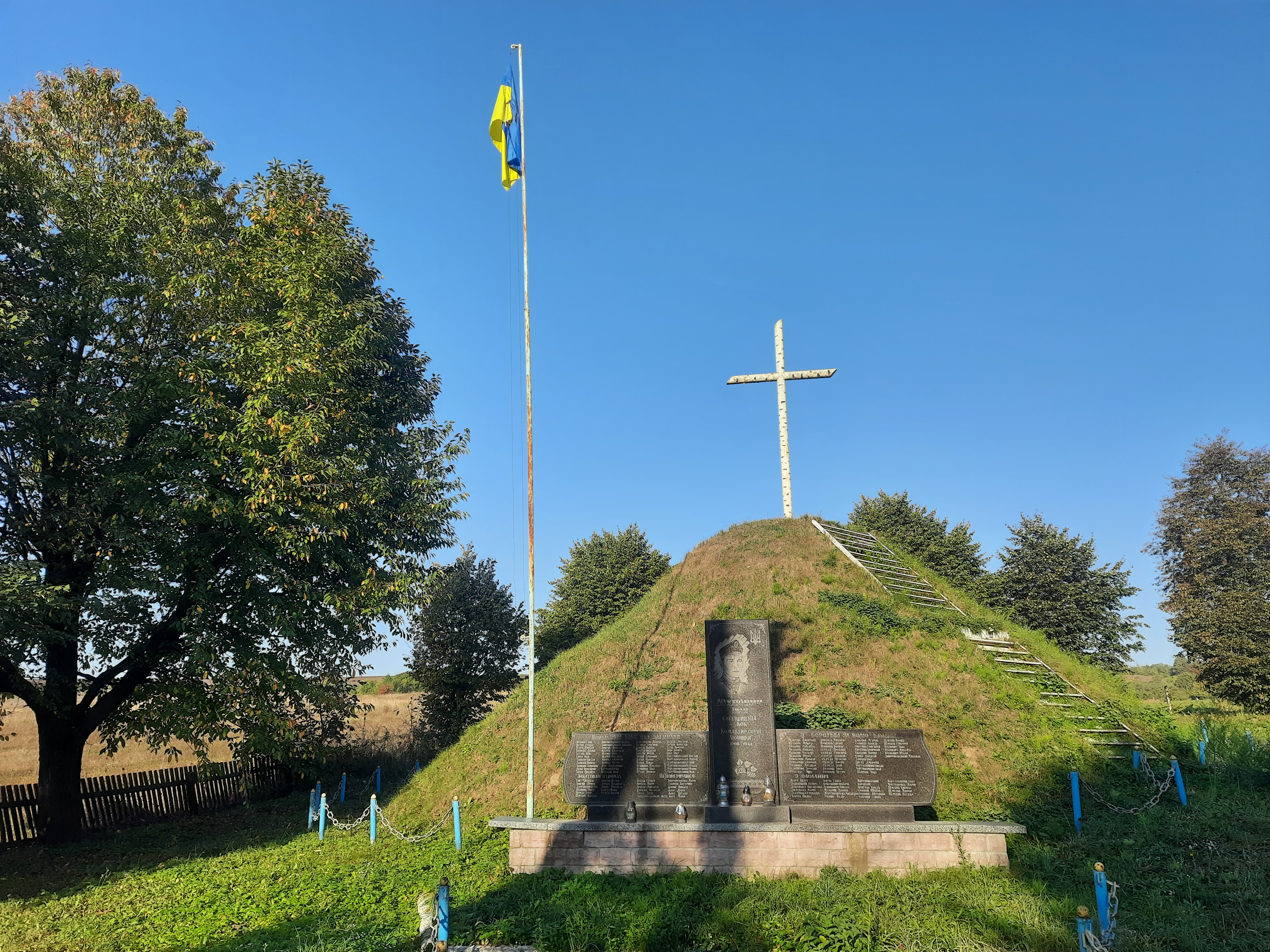
Символічна могила Борцям за волю України
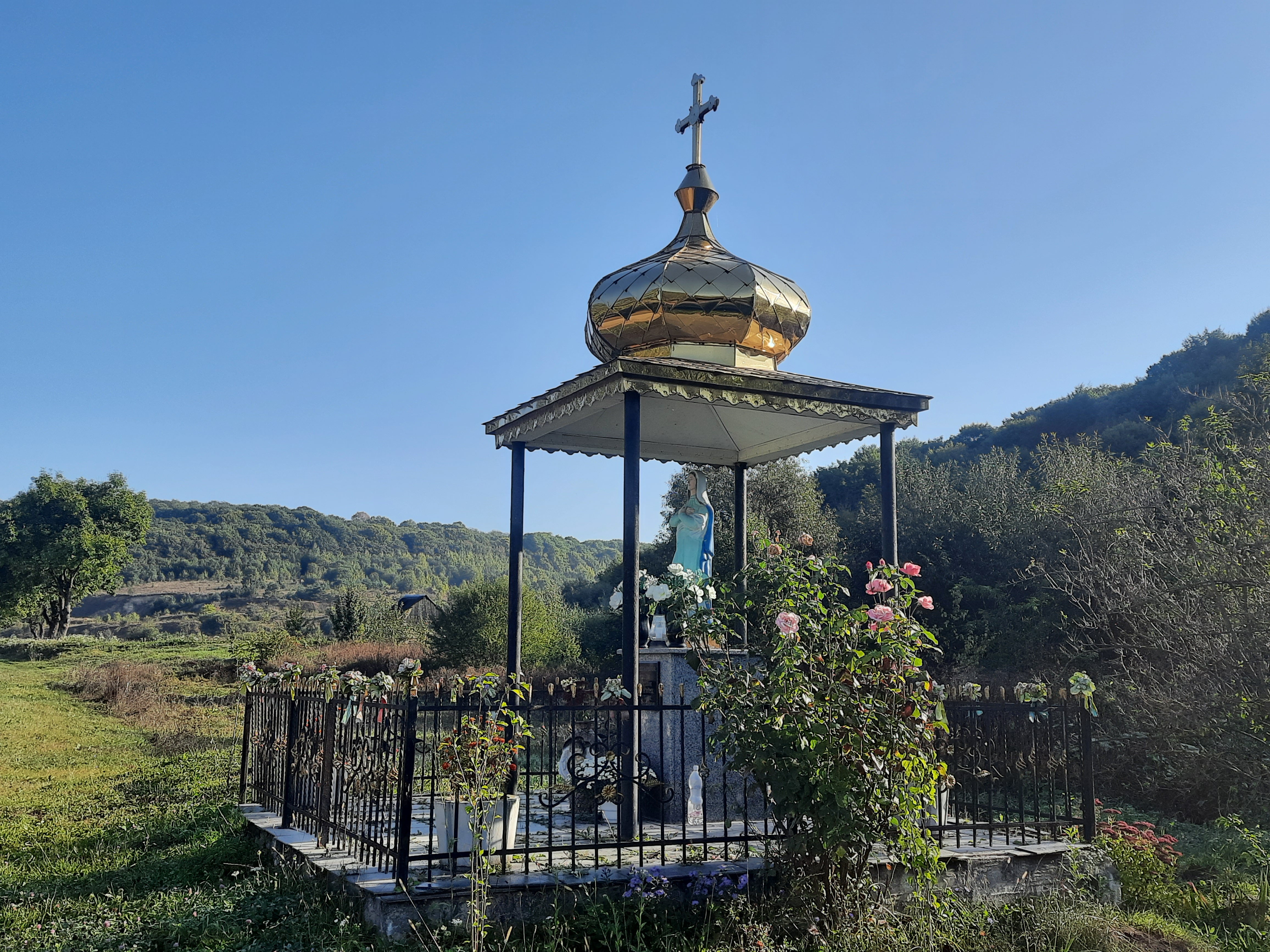
Стятуя Божої Матері на околиці села